# Сайназаров, Беркинбай
Беркинба́й Сайназа́ров (1888, Семиреченская область, Туркестанский край, Российская империя — 1950, Казахская ССР) — старший табунщик колхоза имени Ленина Октябрьского района Талды-Курганская областьТалды-Курганской области, Казахская ССР. Герой Социалистического Труда (1948).

## Биография
Родился в 1888 году в крестьянской семье в одном из сельских населённых пунктов Семиреченской области. С раннего возраста трудился в сельском хозяйстве. С 1930 года — табунщик, старший табунщик колхоза имени Ленина Октябрьского района.
Ежегодно показывал высокие трудовые результаты в коневодстве. В 1947 году вырастил 114 жеребят от 114 кобыл. Указом Президиума Верховного Совета СССР от 23 июля 1948 года удостоен звания Героя Социалистического Труда за «получение высокой продуктивности животноводства в 1947 году» с вручением ордена Ленина и золотой медали «Серп и Молот» (№ 2651).
Участвовал во Всесоюзной выставке ВДНХ.
Предположительно проживал в селе Аулиеагаш Панфиловского района. Умер в 1950 году.
Память
Его именем названа улица в селе Аулиеагаш.
Награды
- Герой Социалистического Труда
- Орден Ленина
- Большая золотая медаль ВДНХ.